# 里巴特茹省

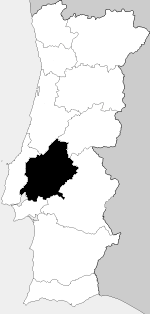
黑色区域為里巴特茹省

里巴特茹（葡萄牙語：Ribatejo，葡萄牙語發音：[ʁibɐ'tɛʒu]）位於葡萄牙中部，是葡萄牙歷史上的一个省份。该省于1936年正式成立。1976年，里巴特茹省被撤销，其大部分地区被改属为聖塔倫區之下。